# Eucereon lychnis
Eucereon lychnis är en fjärilsart som beskrevs av Hans Zerny 1931. Eucereon lychnis ingår i släktet Eucereon och familjen björnspinnare. Inga underarter finns listade i Catalogue of Life.